# Xylophanes porcus
Xylophanes porcus är en fjärilsart som beskrevs av Jacob Hübner 1824. Xylophanes porcus ingår i släktet Xylophanes och familjen svärmare. Inga underarter finns listade i Catalogue of Life.

## Bildgalleri

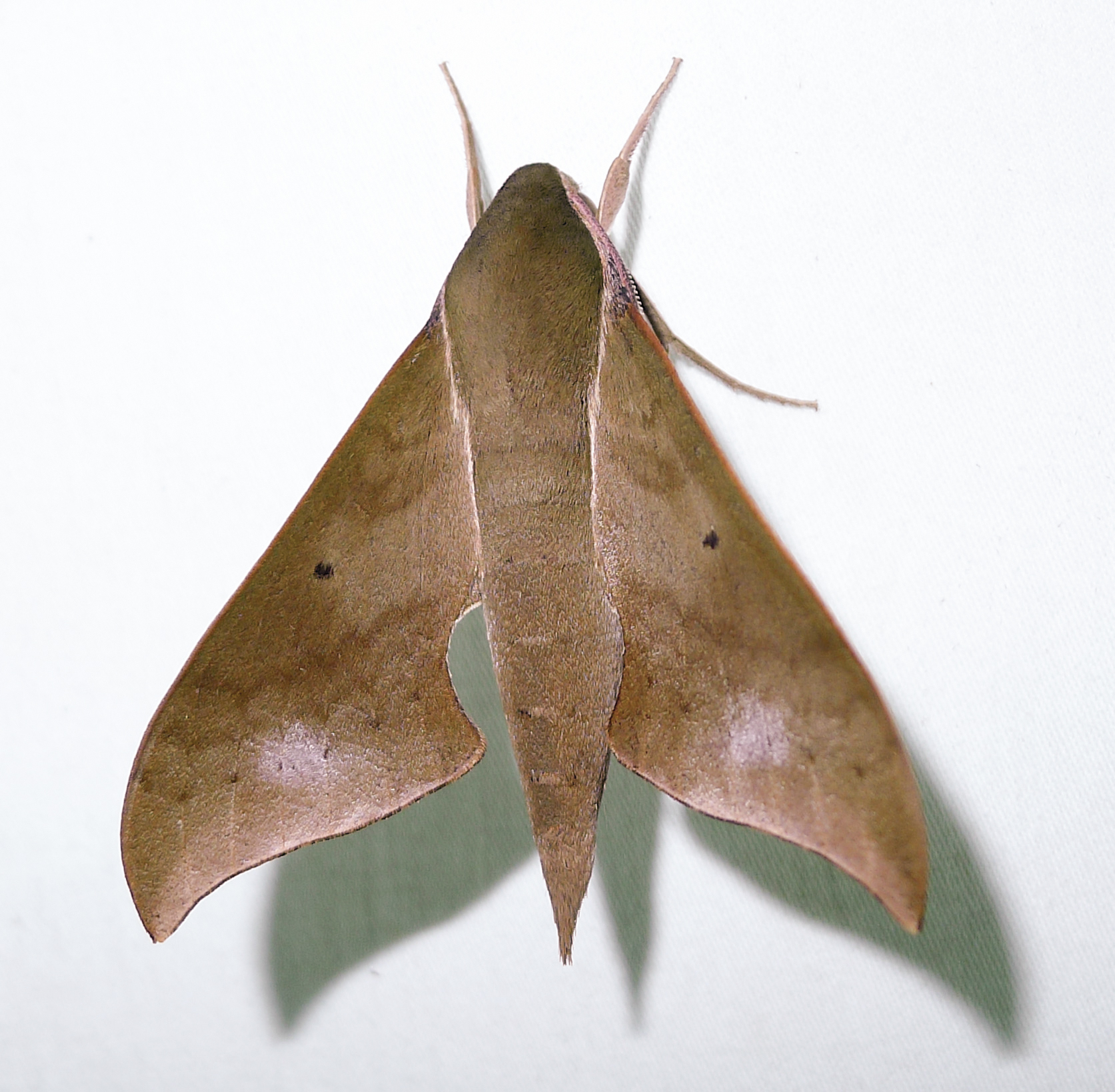
Xylophanes porcus continentalis
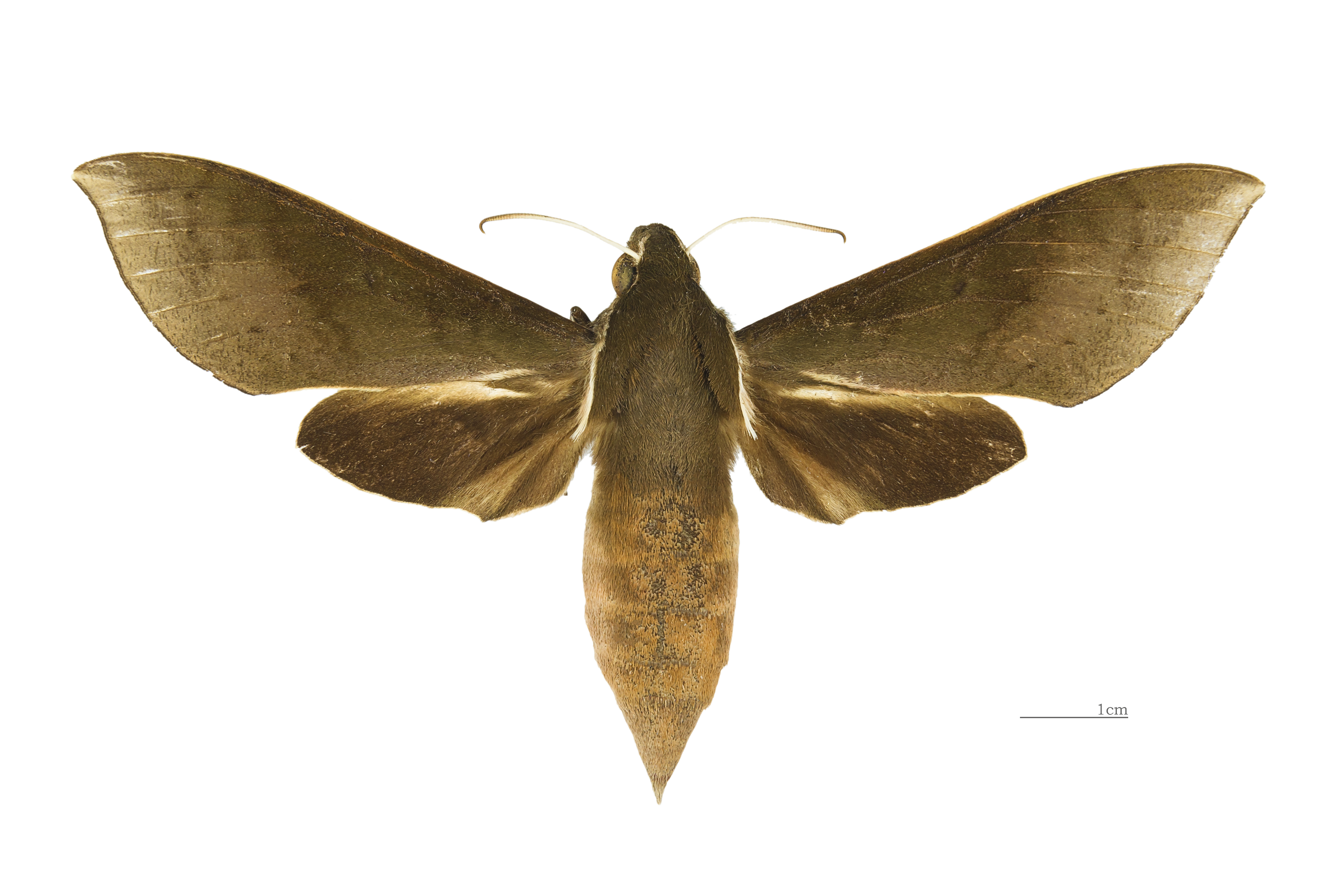
Xylophanes porcus continentalis ♂
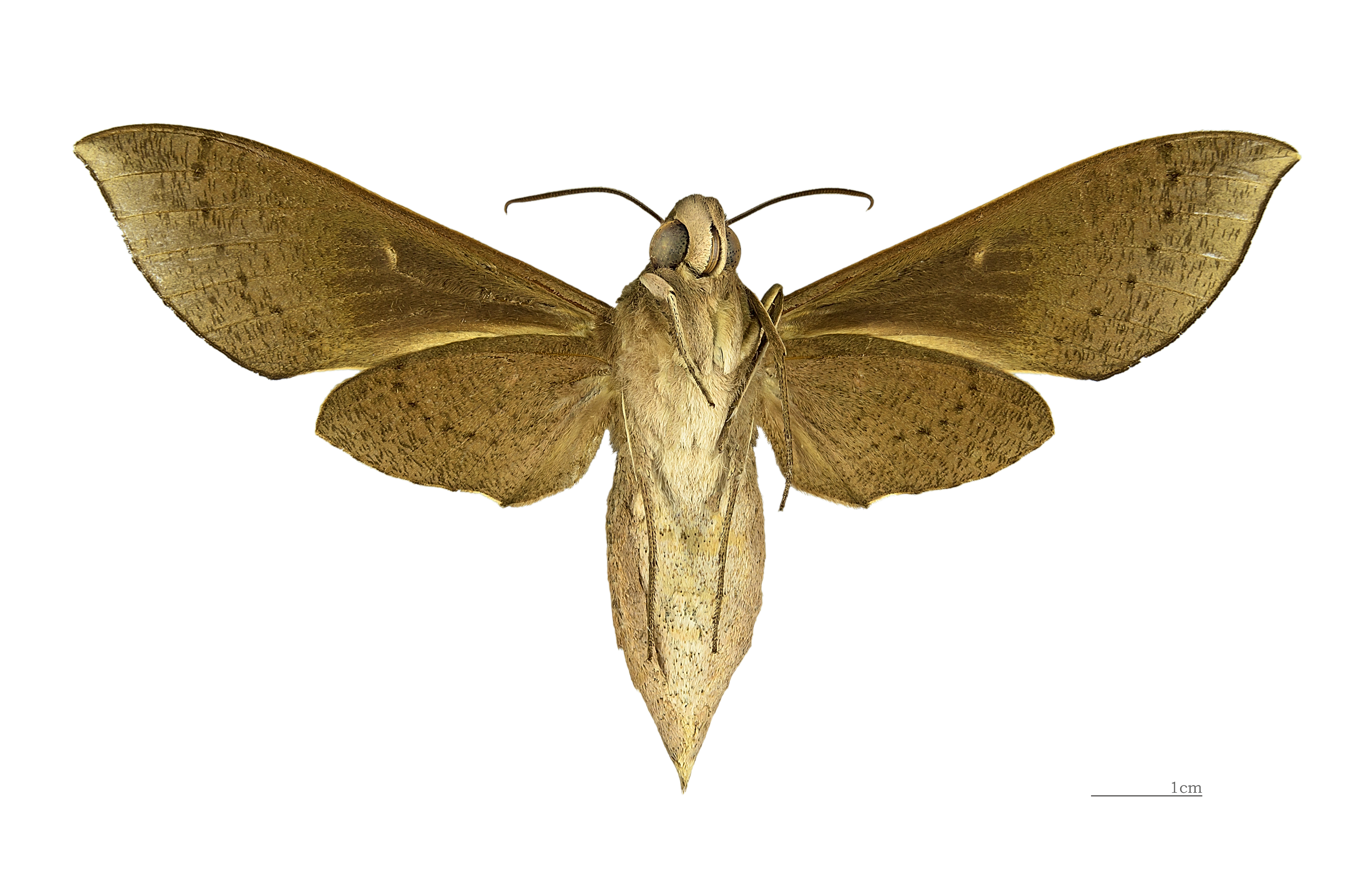
Xylophanes porcus continentalis ♂  △